# Canton de Chambéry
Le canton de Chambéry est un ancien canton français, situé dans l'ancienne division territoriale française du département du Mont-Blanc. Le chef-lieu de canton se trouvait à Chambéry.

## Géographie
Le canton de Chambéry est constitué des communes suivantes : Chambéry et Pugnet-la-Croix-Rouge ; Bassens ; Barberaz-le-Petit ; Bissy ; Cognin ; Chambéry-le-Vieux (Saint-Ombre) ; Jacob-Bellecombette ; Montagnole ; La Ravoire et Sonnaz.

## Histoire administrative
Lors de l'annexion du duché de Savoie à la France révolutionnaire en 1792, le mandement de Chambéry est organisé, en 1793, en canton dont Chambéry est le chef-lieu, au sein du district de Chambéry, dans le département du Mont-Blanc.
Avec la création du département du Léman et la réforme du 17 janvier 1800, le canton est supprimé et les communes sont réparties entre les nouveaux cantons de Chambéry-Sud et de Chambéry-Nord,.